# Slottet i Italien
Slottet i Italien è un documentario del 2000 diretto da Anne Wivel e basato sulla vita del pittore danese Per Kirkeby.